# Marcia di santi
Marcia di santi (Marching In) è un racconto di fantascienza dello scrittore Isaac Asimov. Fu pubblicata per la prima volta nell'aprile 1976 sulla rivista High Fidelity e compare nella raccolta Antologia del bicentenario (The Bicentennial Man and Other Stories, 1976) e in Tutti i racconti. Volume secondo (The Complete Stories Volume 2, 1992).

## Trama
È il 2001 quando Jerome Bishop, suonatore di trombone, viene convocato all'ospedale psichiatrico. Qui viene introdotto dalla dottoressa Cray ad uno strano macchinario. Questo era un registratore laser, capace di registrare le onde cerebrali di un paziente (molto simile ad uno che usava lui per la registrazione delle sue musiche). In quella casa di cura inoltre, erano in grado di convertire il tracciato laser in onde delicatamente vibranti e quindi nelle onde sonore equivalenti.
Quindi la Cray, fa ascoltare uno dei tracciati provenienti da una persona depressa a Bishop, che ne rimane semi-depresso a sua volta, a causa della propagazione di tale onda cerebrale. Bishop perciò, riluttante a voler rimanere un solo secondo di più in quel posto, viene invitato dalla Cray a rimanere e ascoltare la sua proposta: quella di scrivere una musica capace di influenzare allo stesso modo il cervello dei pazienti, ma in modo positivo. Bishop quindi accetta il compito e si ripresenta pochi giorni dopo con le registrazioni.
Queste vengono utilizzate e guariscono meglio di qualsiasi altro trattamento una paziente. Il musicista quindi rivela alla Cray che il suo controritmo per la depressione era soltanto il ritmo di When the Saints Go Marching In (Quando i Santi sfileranno in parata), e che per istinto, lo aveva associato come il "revival" per eccellenza per uscire fuori dalla depressione.